# Kaniža (żupania varażdińska)
Kaniža – wieś w Chorwacji, w żupanii varażdińskiej, w mieście Ivanec. W 2011 roku liczyła 287 mieszkańców.